# Коло (Великополско войводство)
Ко̀ло (на полски: Koło; на немски: Wartbrücken) е град в Централна Полша, Великополско войводство. Административен център е на Колски окръг, както и на селската Колска община, без да е част от нея. Самият град е обособен в самостоятелна градска община с площ 13,85 км2.

## География
Градът се намира в историческия регион Великополша. Разположен е край двата бряга на река Варта, 29 километра източно от Конин във физикогеографския регион Южновеликополска равнина.

## История
Селището получило градски права през 1362 година.
В периода (1975 – 1998) е част от Конинското войводство.

## Население
Населението на града възлиза на 22 227 души (2017 г.). Гъстотата е 1605 души/км2.
Демографско развитие:

## Спорт
Градът е дом на футболния клуб Олимпия (Коло).

## Личности
Родени в града:
- Чеслав Левандовски – полски духовник, епископ на Влоцлавския диоцез в периода (1997 – 2009)
- Томаш Кос, полски футболист
- Ян Пусти, полски лекоатлет

## Градове партньори
- Райнбек, Германия
- Ладижин, Украйна

## Фотогалерия
- Замъкът в Коло
- Църква
- Стара житница
- Железопътната гара
- Сградата на градския съвет
- Параклис „Преображение Господне“
- Църква „Св. Богородица“
- Дом на културата
- Месокомбинат „Соколов“
- Автомагистрала А2
- Начално училище и гимназия